# リード・アンド・シグリスト R.S.3
リード・アンド・シグリスト R.S.3
リード・アンド・シグリスト R.S.3（1945年頃）
- 用途：練習機
- 設計者：Charles Bower [1]
- 製造者：リード・アンド・シグリスト
- 運用者：イギリス空軍（予定）
- 初飛行：1945年7月9日
- 生産数：1機
- 運用開始：1945年

リード・アンド・シグリスト R.S.3（Reid and Sigrist R.S.3）は、第二次世界大戦中に戦後の使用に向けて開発されたイギリスの双発3座の高等練習機である。R.S.3は練習機として評価試験が実施されたが、この型式は生産に入らず後に実験機のR.S.4 ボブスレー（R.S.4 Bobsleigh）に改装された。操縦士が伏臥位で搭乗するこの実験機では、戦闘機への重力加速度の影響を最小限に抑えるという効果が確認された。

## 設計と開発
レスター デスフォードのリード・アンド・シグリスト社は戦間期の主要な計器製造会社であり、特に航空計器に特化したことで1937年にはニュー・モールデンにあるサリー工場に航空部門を設立することになった。最初の製品である双発の高等練習機R.S.1 スナーガッシャー（1939年）は、後に工場とデスフォード飛行場（Desford aerodrome）で主に同社の連絡機として使用された。
次の製品のR.S.3 デスフォード（この名称は社の所在地からつけられた）は、前作と似た規模とコンセプトの機体であったが、類似点はパイロット席と教官席の構成と低翼に配置された主翼のみであった。S.R.3は、R.S.1の高出力のデ・ハビランド ジプシー・シックス シリーズI エンジンではなく出力130 hpのデ・ハビランド ジプシー・メジャーを2基搭載していた。全体的な外観はずんぐりしたR.S.1よりも好ましいものとなり、その良好な操縦性は引き継いでいた。

## 運用の歴史
登録記号G-AGOSの試作機はVJ Day直前の1945年7月9日に初飛行を行い、自社企画の機体としてボスコムダウン空軍基地の航空機・兵装実験機関（A&AEE）で戦後の有名な飛行士であるヤーノシュ・ズラコウスキらのテストパイロットにより評価試験を受け、R.S.3は全般的に多発基本/中間練習機としてよく適した機体であると評価を受けた。しかし、余剰となった戦時中の練習機が供給過多であったこともありイギリス空軍（RAF）の反応は鈍いものであった。この試作機は1946年のファーンボロー航空ショーで公開され、空軍医学研究所に配備されたが、1949年5月に民間機として再登録されて以降は空軍の登録記号VZ728を与えられて使用された。

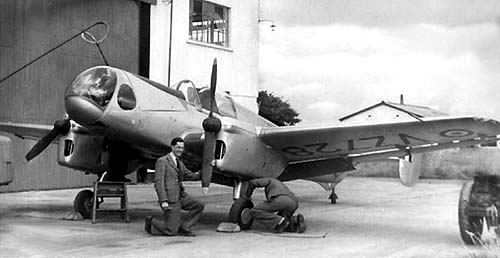
R.S.4 ボブスレー（1951年頃）

リード・アンド・シグリスト社自身が航空エンジニアリングと航空機器事業の確立を望んでこの機の開発を続けたが、戦後の同社の事業の中心は計器とカメラの生産であり、特にドイツのライカ製カメラのコピー品の製作であった。
イギリス空軍の高速度飛行研究では機動時の高Gフォース対策を探してグロスター ミーティア F8 プローン・パイロットを含む操縦士が伏臥位で搭乗する数機の実験機を製作した。低速度域での研究のために、R.S.3から新しい丸形の機首部に伏臥位の操縦士が単座で搭乗するように広範囲に改造されたR.S.4 ボブスレーが製作された。この機首部は、先端の大部分を覆う透明なコーンと最小限の側方と後方視界を確保するための両側面の独立した窓が設けられていた。R.S.4はこの形態で1951年6月13日に初飛行を行った。有益なデータが収集できたが、R.S.4に搭乗する伏臥位のパイロットは操縦装置の初期設定が困難であった。現在のハンググライダーのパイロットは、伏臥位が抗力を低減する外観を実現すると同時に理想の飛行制御方法であることを知っている。

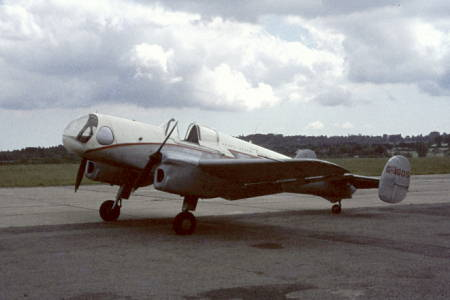
Film Aviation Services社で使用されるR.S.4（1964年頃）

飛行実験はファーンボローにある王立航空研究所 (RAE)により実施され、1956年1月にR.S.4がイギリスの民間機の登録記号G-AGOSに戻されるまで続けられた。本機は一時機Film Aviation Services社により空中撮影機として使用され、1973年まで飛行可能な状態に保たれていた。現在R.S.4 は、レスターシャーのコールヴィルにあるSnibston Discovery Park（レスター科学技術博物館の一部）に将来の修復と展示のために保管されている。

## 要目 (R.S.3)
出典: 
諸元
- 全長: 7.77 m （25 ft 6 in）
- 全高: 2.72 m （8 ft, 11 in）
- 翼幅: 10.4 m（34 ft）
- 翼面積: 19.7 m 2 （212 ft 2）
- 運用時重量: 1,500 kg （3,300 lb）
- 動力: デ・ハビランド ジプシー・メジャー 直列4気筒 倒立空冷エンジン、97 kW （130 hp）   × 2

性能
- 最大速度: 261 km/h（海面高度）  162 mph（海面高度）
- 巡航速度: 240 km/h（1,800 m）  150 mph（6,000 ft）
- 失速速度: 105 km/h  65 mph（fully loaded）
- 航続距離: 1,450 km  900 miles（150 mphで）
- 実用上昇限度: 7,300 m （24,000 ft）